# Hanne Claes
Hanne Claes (* 4. August 1991 in Hasselt) ist eine belgische Sprinterin und Hürdenläuferin, die sich auf die 400-Meter-Distanz spezialisiert hat.

## Sportliche Laufbahn
Erste internationale Erfahrungen sammelte Hanne Claes im Jahr 2009, als sie bei den Junioreneuropameisterschaften in Novi Sad im 100-Meter-Hürdenlauf im Halbfinale ausschied und mit der belgischen 4-mal-400-Meter-Staffel in 3:41,86 min den vierten Platz belegte. 2012 startete sie im 200-Meter-Lauf bei den Europameisterschaften in Helsinki und schied dort mit 23,68 s aus und schied mit der 4-mal-100-Meter-Staffel mit 43,81 s in der Vorrunde aus. Im Jahr darauf kam sie bei den U23-Europameisterschaften in Tampere mit 23,85 s nicht über die Vorrunde über 200 Meter hinaus und wurde mit der 4-mal-100-Meter-Staffel disqualifiziert. 2014 nahm sie dann über 400 Meter Hürden an den Europameisterschaften in Zürich teil und scheiterte dort mit 60,20 s im Vorlauf. 2015 klassierte sie sich bei der Sommer-Universiade in Gwangju mit 23,75 s auf dem siebten Platz über 200 Meter und 2018 wurde sie bei den Europameisterschaften in Berlin in 55,75 s Vierte über die Hürden und gelangte auch mit der 4-mal-400-Meter-Staffel mit 3:27,69 min auf Rang vier. Im Jahr darauf belegte sie bei den Halleneuropameisterschaften in Glasgow mit 3:32,46 min den fünften Platz im Staffelbewerb und anschließend wurde sie bei den World Relays in Yokohama in 3:31,71 min Zweite im B-Finale über 4-mal 400 Meter und erreichte in der Mixed-Staffel nach 3:25,74 min Rang acht. Anfang Oktober schied sie bei den Weltmeisterschaften in Doha mit 55,25 s im Halbfinale über 400 Meter Hürden aus und belegte mit der 4-mal-400-Meter-Staffel in 3:27,15 min den fünften Platz, während sie in der Mixed-Staffel nach 3:14,22 min auf Rang sechs einlief. 2021 nahm sie an den Olympischen Sommerspielen in Tokio teil, scheiterte dort aber mit Saisonbestleistung von 56,38 s in der Vorrunde.
2022 startete sie mit der Staffel bei den Hallenweltmeisterschaften in Belgrad und belegte dort in 3:33,61 s den sechsten Platz. Im August schied sie bei den Europameisterschaften in München mit 55,31 s im Halbfinale über 400 Meter Hürden aus und belegte mit der Staffel in 3:22,12 min den vierten Platz. Im Jahr darauf schied sie bei den Weltmeisterschaften in Budapest mit 56,06 s im Semifinale aus und belegte mit der Staffel in 3:22,84 min den vierten Platz. Bei den World Athletics Relays 2024 auf den Bahamas kam sie in der ersten Qualifikationsrunde über 4-mal 400 Meter zum Einsatz, ehe sie bei den Europameisterschaften in Rom mit 55,36 s im Halbfinale über 400 Meter Hürden ausschied. Im August schied sie bei den Olympischen Sommerspielen in Paris mit 55,96 s im Halbfinale im Hürdenlauf aus und belegte mit der Staffel in 3:22,40 min im Finale den siebten Platz.
In den Jahren 2012 und 2013 wurde Claes belgische Meisterin im 200-Meter-Lauf im Freien sowie 2011 und 2012 in der Halle. Zudem wurde sie 2018, 2019 und 2021 Landesmeisterin über 400 Meter Hürden.

## Persönliche Bestzeiten
- 200 Meter: 23,26 s (+0,7 m/s), 29. Juni 2012 in Helsinki
  - 200 Meter (Halle): 23,94 s, 20. Februar 2011 in Gent
- 400 Meter: 51,28 s, 14. Juli 2024 in La Chaux-de-Fonds
  - 400 Meter (Halle): 52,78 s, 12. Februar 2023 in Dortmund
- 400 m Hürden: 54,33 s, 2. Juli 2023 in La Chaux-de-Fonds (belgischer Rekord)